# VandeStreek
VandeStreek (officieel bekend als vandeStreek Bier B.V.) is een Nederlandse brouwerij van speciaalbier in Utrecht. Het bedrijf staat vooral bekend om hun alcoholvrije IPA. 

## Geschiedenis
In 2010 begonnen de broers Sander en Ronald van de Streek als hobbybrouwers in hun flat in Kanaleneiland, Utrecht. In 2013 organiseerden Ronald en de vriendin van Sander een crowdfunding als verjaardagscadeau voor Sander om hem te helpen hun gedeelde hobby verder te ontwikkelen. Dankzij de voorverkoop aan familie en vrienden verkregen de broers een klein startkapitaal. In mei van dat jaar introduceerden ze hun eerste bieren op het Utrechts Bierbrouwers Festival: Broeders, Dark Roast en Festival Saison. In de beginjaren maakten ze gebruik van de brouwketels van acht andere brouwerijen, waaronder De Leckere en Sint Servattumus.
In 2016 besloten Sander en Ronald om fulltime te gaan werken met als doel een eigen brouwerij te realiseren. Ze verkregen financiering en bestelden brouwketels en -tanks uit China. In maart 2017 openden ze hun eigen brouwerij aan de Ontariodreef in Utrecht, uitgerust met acht vergistingstanks en een tweedehands flessenafvullijn. In 2019 werd de brouwerij uitgebreid met extra tanks en een proeflokaal.
In juni 2021 werd vandeStreek lid van de branchevereniging Nederlandse Brouwers.
In augustus 2022 organiseerde vandeStreek een succesvolle crowdfunding voor de opening van een foodbar aan de Oudegracht, die in september 2022 werd geopend.
In oktober 2023 verkreeg de brouwerij een biologisch bierkeurmerk van Skal en lanceerde het zijn eerste biologische pilsener.

## Bieren

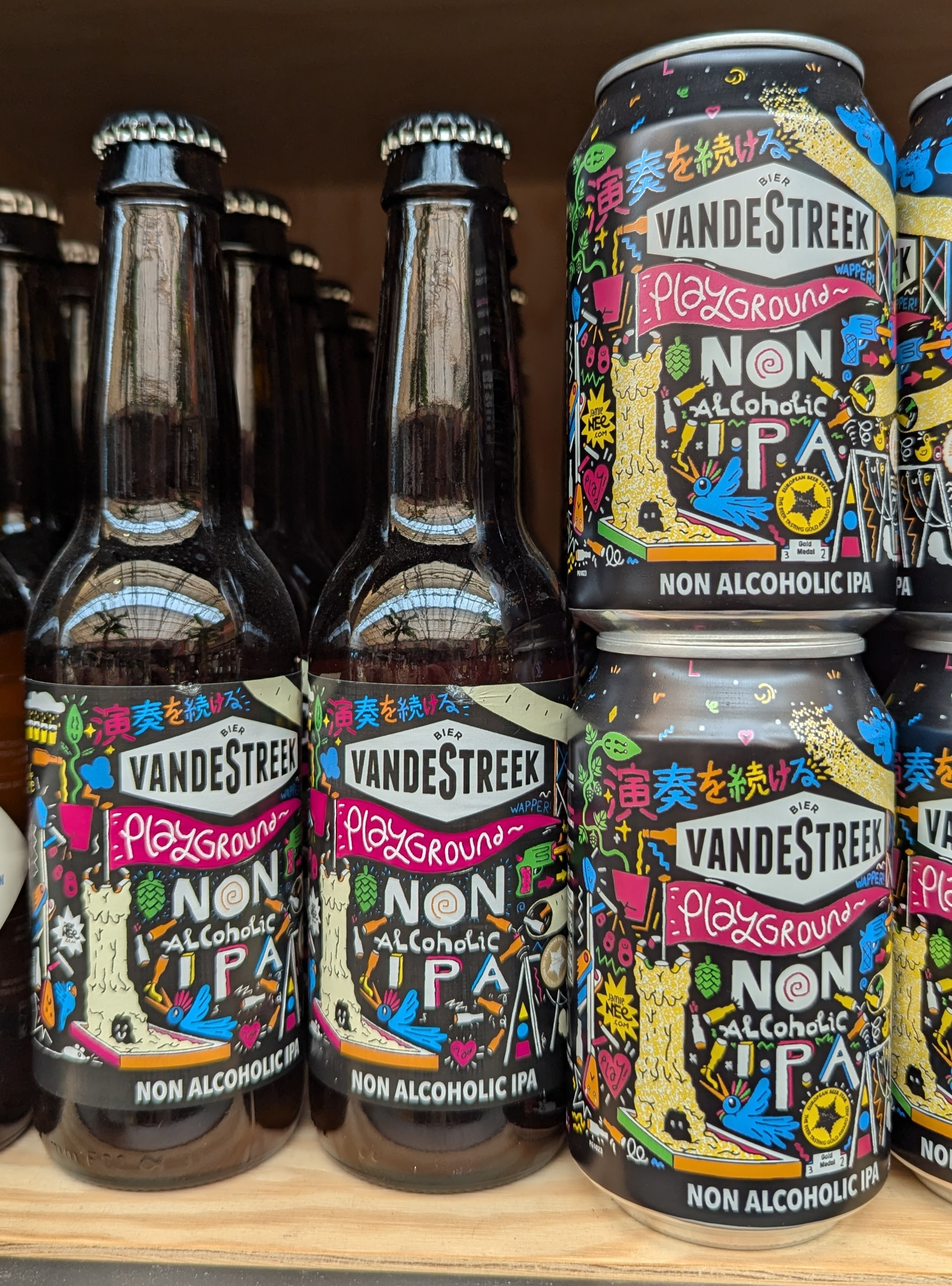
Een aantal flessen en blikken Playground

VandeStreek staat bekend om zijn alcoholvrije IPA genaamd Playground, die in 2017 werd gelanceerd als het eerste alcoholvrije IPA van Nederland. Het bier won ook meerdere prijzen. Naast de Playground experimenteert de brouwerij ook met vatgerijpte bieren en biedt het een 'core range' aan van zowel alcoholhoudende als alcoholvrije bieren:
- Hazy Weekend, New England IPA
- Frisky, New England IPA
- Pilsener, biologische pilsener
- Fun House, alcoholvrije New England IPA
- Hop Art, West Coast IPA
- Grapefruit IPA, alcoholvrije fruit-IPA
- Broeders, biologische blond
- Turf 'n Surf, biologische tripel
- Witzige Weizen, biologische weizen

## Onderscheidingen
De brouwerij heeft diverse onderscheidingen ontvangen voor hun bieren, vooral voor hun alcoholvrije IPA's. De Playground werd bij de European Beer Star 2022 uitgeroepen tot beste alcoholvrij bier. In 2022 behaalde de brouwerij drie gouden medailles bij Brussels Beer Challenge, voor de Playground, de Fun House en de Quadrupel 4-Barrel Blend. De Fun House ontving ook de NABLAB-prijs voor het hoogst scorende alcoholvrije bier. In 2021 won de brouwerij drie medailles: goud voor de Playground, zilver voor de Fun House en brons voor de Grapefruit IPA.
Bij de Dutch Beer Challenge van 2023 behaalden zij twee medailles: goud voor de Fun House in de categorie 'Alcoholarm' en brons voor Cheers to the Next 10 Years in de categorie 'Double/Imperial IPA'. Een jaar eerder, in 2022, ontving de brouwerij drie medailles: goud voor de Power Move in de categorie 'Double/Imperial IPA', zilver voor de Fun House in de categorie 'Alcoholarm' en brons voor de Grapefruit IPA in de categorie 'Fruit'.
Bierbrouwerij De Eem · De Drie Ringen · Brouwerij De Leckere · Brouwerij Maximus · Brouwerij Oudaen · Phetradico Bieren · Valleibieren Leusden · Brouwerij Vat No 13 · Speciaalbierbrouwerij Duits & Lauret · SpierBier Brouwerij · vandeStreek